# ドン・キホーテ (みんなのうた)
「ドン・キホーテ」は、ささきいさお、ならびにかおりくみこ、中井幹子、コロムビアゆりかご会のシングル。1981年3月1日に日本コロムビアから発売された。型番はSCS-572。

## 概要
表題曲「ドン・キホーテ」は、1981年2月にNHKの『みんなのうた』で放送された。作詞：仲倉重郎、作曲：吉岡しげ美、歌：ささきいさお。歌手名は番組では「佐々木功」名義だったが、シングルレコードでは「ささきいさお」名義になっている。
ドン・キホーテの行動を歌い、最後は「君は俺さ」と呼びかける事で、未来のドンを現代っ子に訴える楽曲。映像は井坂克二&福島治製作のアニメ。
『みんなのうた』では再放送はされていなかったが、「みんなのうた発掘プロジェクト」で映像が提供され、2012年3月27日放送の『みんなのうた発掘スペシャル』（第5夜。ただし国会中継の関係で第4夜より早い）で31年ぶりに再放送され、そして2013年2月から定時番組でも再放送を開始、3年後の2016年2月でも再放送、そして2020年10月16日と11月13日には『みんなのうたリクエスト』で再放送となる。2013年の再放送では歌詞テロップがニュープリント化され、高画質で放送された。ささきいさおの「みんなのうた」出演は、この曲が初で、2曲目「象だゾウ」が現在最後。
カップリングには、同時期に『みんなのうた』で放送されていた「おもいでのアルバム」（本盤での表記は「思い出のアルバム」）が収録されている。但し、本盤に収録されているのは前年の1980年にテレビ朝日の『とびだせ! パンポロリン』で放送されていたかおりくみこ版である。

## 収録曲
1. ドン・キホーテ
作詞：仲倉重郎、作曲・編曲：吉岡しげ美、歌：ささきいさお
2. 思い出のアルバム
作詞：増子とし、作曲：本多鉄麿、編曲：小森昭宏、歌：かおりくみこ、中井幹子、コーラス：コロムビアゆりかご会
1980年2月発売のシングル「思い出のアルバム」（SCS-495）からの再録。